# Енн Осджербі
Енн Осджербі  (англ. Ann Osgerby, 20 січня 1963) — британська плавчиня, олімпійська медалістка.

## Виступи на Олімпіадах
| Олімпіада         | Дисципліна                        | Місце |
| ----------------- | --------------------------------- | ----- |
| Москва 1980       | плавання на 100 метрів, батерфляй | 4     |
| Москва 1980       | плавання на 200 метрів, батерфляй | 6     |
| Москва 1980       | комплексна естафета 4 × 100       | 2     |
| Лос-Анджелес 1984 | плавання на 100 метрів, батерфляй | 13    |
| Лос-Анджелес 1984 | плавання на 200 метрів, батерфляй | 16    |